# Senné (Košice)
Senné (in ungherese Ungszenna) è un comune della Slovacchia facente parte del distretto di Michalovce, nella regione di Košice.